# Saint-Hilaire (Doubs)
Saint-Hilaire es una comuna francesa situada en el departamento de Doubs, en la región de Borgoña-Franco Condado.

## Demografía
| 51 | 56 | 49 | 59 | 48 | 59 | 155 |
| Para los censos de 1962 a 1999 la población legal corresponde a la población sin duplicidades (Fuente: INSEE [Consultar]) |    |    |    |    |    |     |